# Paulos III. (Konstantinopel)
Paulos III. (griechisch Παύλος Γ΄) war Patriarch von Konstantinopel (688–694). Er wird in der orthodoxen Kirche als Heiliger verehrt. Gedenktag ist der 31. August.

## Leben
Paulos wurde im Januar 688 zum Patriarchen von Konstantinopel geweiht. Er war beteiligt am Konzil von 692 in Konstantinopel. In seiner Zeit wurde auch die Hagia Sophia in Konstantinopel neu eröffnet.
Paulos gab sein Amt am 20. August 694 auf. Sein Todesdatum ist unbekannt.